# Помпей Павлин
Помпей Павлин (на латински: Pompeius Paulinus) е политик на Римската империя през 1 век. Той е управител на Долна Германия по времето на император Нерон.
Неговата дъщеря Помпея Павлина (* 25; † 68) e съпруга на държавника, философ и оратор Сенека Млади.